# Ґундзі
Ґундзі або Коо́рі-но-цука́са (яп. 郡司, ぐんじ, こおりのつかさ, «повітовий», «повітовий голова») — назва посади голови повіту провінції і його повітового уряду в японській «правовій державі» 8 — 11 століття. 
Уряд ґундзі складався з чиновників 4 рівнів: власне голови (大領, камі), заступника (少領, суке), радників (主政, дзьо) і помічників (主帳, сакан). 
Голова ґундзі і члени його уряду призначалися центральним урядом з числа місцевої повітової знаті. Зазвичай, голови були представниками одного і того ж роду, як правило нащадки куні-но-міяцуко, які обіймали посаду спадково.
Адміністрація кокусі називалася ґунґа (郡衙).
Ґундзі були залежними від провінціалів кокусі і мали обов'язок збирати з сіл свого повіту податки на користь центрального уряду.